# 664 Judith
664 Judith este o planetă minoră (asteroid), cu un diametru de 85,214 km, din centura de asteroizi. A fost descoperită pe 24 iunie 1908 la Observatorul Königstuhl de August Kopff. 
Obiectul prezintă o orbită caracterizată de o semiaxă mare de 3,1850411166172 UAi, o excentricitate de 0,23944205984134, o înclinație de 8,595 ° în raport cu ecliptica.